# None (album Meshuggah)
None – minialbum zespołu Meshuggah. Wszystkie utwory poza ostatnim znalazły się na reedycji albumu Contradictions Collapse.

## Lista utworów
Opracowano na podstawie materiału źródłowego.
1. „Humiliative” – 5:17
2. „Sickening” – 5:47
3. „Ritual” – 6:17
4. „Gods of Rapture” – 5:11
5. „Aztec Two-Step” – 3:36

## Twórcy
Opracowano na podstawie materiału źródłowego.
- Jens Kidman – wokal
- Tomas Haake – perkusja
- Peter Nordin – gitara basowa
- Fredrik Thordendal – gitara, wokal wspierający
- Mårten Hagström – gitara, wokal wspierający